# Brother Rapp
Brother Rapp è un brano musicale scritto ed eseguito da James Brown. Venne pubblicato in due parti su singolo all'inizio del 1970 dalla King Records (K6285), ma fu velocemente ritirato dal commercio per poi essere ripubblicato nell'aprile 1970 in versione più veloce (K6310) e raggiungere la seconda posizione nella classifica R&B e la numero 32 in quella Pop negli Stati Uniti. Il brano fu anche incluso nell'album Sex Machine con la sovraincisione dei rumori del pubblico per simulare un'esibizione dal vivo, e Brown successivamente ri-registrò il pezzo nel 1973 per l'album Slaughter's Big Rip-Off, colonna sonora del film Un duro al servizio della polizia. Una versione dal vivo di Brother Rapp è stata inclusa nell'album Love Power Peace.
Nella sua autobiografia del 1986, Brown si riferì al messaggio di Brother Rapp per esprimere il proprio supporto alla musica hip hop:
(James Brown)